# Jeff Henderson
Jeffrey Henderson (* 19. února 1989) je americký atlet, který se specializuje ve skoku dalekém.

## Sportovní kariéra
Na Panamerických hrách 2015 získal zlatou medaili s výkonem 8,54 m, zároveň si tím vytvořil osobní rekord. Ve stejné sezóně postoupil do dálkařského finál na světovém šampionátu v Pekingu. Na světovém halovém šampionátu v roce 2016 obsadil mezi dálkaři čtvrté místo.
Dne 13. srpna 2016 získal zlatou medaili na Letních olympijských hrách 2016 v Rio de Janeiru s výkonem 8.38 m. Jeho vítězství od druhého místa dělil pouhý centimetr.
Start na mistrovství světa v Londýně pro něj nebyl tak úspěšný, výkonem 784 cm nepostoupil z kvalifikace do finále.